# Anna Sochacka
Anna Sochacka – polska wokalistka, autorka tekstów i muzyki, aktorka musicalowa.

## Życiorys
Absolwentka Wydziału Jazzu i Muzyki Rozrywkowej Akademii Muzycznej im. Karola Szymanowskiego w Katowicach.
Pierwsze profesjonalne nagrania wokalne wykonała w 1995 roku dzięki Elżbiecie Zapendowskiej, do której przez jakiś czas uczęszczała na zajęcia wokalne.
Przed szerszą publicznością debiutowała w 1997 roku w koncercie Debiutów na KFPP w Opolu. Wykonała wtedy piosenkę Moknie w deszczu diabeł z repertuaru Hanny Banaszak. Od 1997 do 2005 współpracowała z Teatrem Studio Buffo w Warszawie. Piosenka Małe tęsknoty w wykonaniu Anny Sochackiej znalazła się na płycie Grosik 3 – Obok nas, piosenki z lat 70. wydanej w 1997 roku. Wspierała również swoim głosem wielu artystów zarówno w nagraniach studyjnych, jak i na koncertach.
Na swoim koncie ma udział w dubbingu w filmach i serialach: Król lew II: Czas Simby, Księga dżungli 2, Toy Story II, Nowe podróże Guliwera, High School Musical 2, Alvin i wiewiórki, Hamtaro, Fineasz i Ferb. W 2001 w filmie Poranek kojota użyczyła głosu głównej bohaterce, Noemi i zaśpiewała piosenkę Żegnaj kotku. W 2014 r. użyczyła głosu w serialu My Little Pony (piosenki). W latach 2007–2008 przebywała w Londynie, gdzie współpracowała z chórem Many Rivers, a także brała udział w jam sessions w londyńskich klubach. W 2011 roku wspierała wokalnie i tanecznie Magdalenę Tul podczas występu na konkursie Eurowizji w Düsseldorfie. W 2012 została półfinalistką jednego z najbardziej prestiżowych konkursów dla twórców piosenek na świecie – UK Songwriting Contest.

## Teatr Studio Buffo
- Obok nas
- Przeżyj to sam
- Niedziela na głównym
- Przeboje
- Ukochany Kraj...
- Metro
- Wieczór Rosyjski
- Wieczór Cygański
- Wieczór Żydowski
- Sylwester z Jedynką (2000)
- Sylwester z Jedynką (2001)

## Dyskografia
| Album                                       | Rok  | Utwór                                                         | Źródło |
| ------------------------------------------- | ---- | ------------------------------------------------------------- | ------ |
| DJ 600V – Style (operacja zrób to głośniej) | 2004 | wokal w utworze „Lepiej odejdź”                               | [ 11 ] |
| Wdowa – Braggacadabra                       | 2005 | wokal w utworach „Dla” i „Pozytywka”                          | [ 12 ] |
| Rudy MRW – Dobre życie                      | 2005 | wokal w utworach „Nocny rajd” i „Tak często”                  | [ 13 ] |
| Molesta Ewenement – Nigdy nie mów nigdy     | 2006 | wokal w utworze „Perfekt”                                     | [ 14 ] |
| 2cztery7 – Spaleni innym słońcem            | 2008 | wokal w utworach „Złe nawyki”, „Jeden kielon” i „Slow Motion” | [ 15 ] |
| Ten Typ Mes – Zamach na przeciętność        | 2009 | wokal wspierający w utworze „To Już”                          | [ 16 ] |